# Éric Tasset
Œuvres principales
- CycleThomas Passe-Monde
- Les plus belles Légendes de l'Histoire du Dauphiné
- Châteaux forts de l'Isère

Éric Tasset, né en 1964 à Grenoble, est un écrivain français qui s'est d'abord fait connaître par ses ouvrages évoquant le folklore et l'histoire locale du Dauphiné, avant d'élargir son champ d'action et de se tourner vers les littératures de l'imaginaire, la fantasy, notamment pour la jeunesse. 
Il est principalement connu pour être le créateur du cycle de Thomas Passe-Mondes, publié par la maison d'édition indépendante belge Alice Jeunesse.

## Biographie
Né en 1964 à Grenoble, Éric Tasset, qui a écrit son premier roman à l'âge de 11 ans, exerce la fonction d'ingénieur projet dans l'industrie. Passionné par l'histoire et le folklore local, il a tout d'abord écrit et publié des ouvrages, notamment lié au patrimoine médiéval du Dauphiné, puis, parallèlement à cette activité, il s'est tourné vers la création de livres destinés à la jeunesse.

### Auteur d'ouvrages d'histoire locale
Éric Tasset est l'auteur de deux ouvrages présentant les châteaux forts de l'Isère, publiés en 1995 et en 2005. Il est, en outre, l'auteur de deux autres livres consacrés au contes et légendes du Dauphiné, sa région natale. Il a aussi la particularité d'être l'auteur de nombreuses illustrations dans ses propres ouvrages historiques.

### Auteur d'ouvrages pour la jeunesse
Depuis de nombreuses années Éric Tasset prévoyait de lancer les bases d’un univers étrange du type littéraire de fantasy, au travers d'une série d'ouvrages destiné à la jeunesse. Il s'est alors lancé dans le cycle de Thomas Passe-Mondes, dont huit tomes sont déjà parus en 2019,.

## Liste des ouvrages d'Éric Tasset

### Ouvrages historiques
Ces ouvrages ont tous parus aux éditions Belledonne. Deux d'entre eux évoquent l'architecture médiévale de certains châteaux du département de l'Isère et les deux autres évoquent les contes et légendes de l'ancienne province du Dauphiné :
- L'Isère des châteaux forts, 260 pages (1995)  (ISBN 978-2911148668)
- Les contes inédits du Dauphiné, 180 pages (1998)  (ISBN 978-2911148446)
- Les plus belles légendes de l'histoire du Dauphiné, 300 pages (2000)  (ISBN 978-2911148491)
- Châteaux forts de l'Isère, 730 pages (2005)  (ISBN 978-2911148668)

### Ouvrages pour la jeunesse
Série Thomas Passe-Mondes

Cette série narre les aventures du jeune orphelin Thomas Passelande qui vit chez sa grand-mère Honorine. un jour, il découvre qu'il possède le pouvoir de pénétrer dans un univers parallèle.
- Tome 1 Dardéa, 304 pages (2010)  (ISBN 978-2-87426-125-1)
- Tome 2 Hyksos, 346 pages (2010)  (ISBN 978-2-87426-131-2)
- Tome 3 Colossea, 358 pages (2010)  (ISBN 978-2-87426-106-0)
- Tome 4 Uluru, 360 pages (2010)  (ISBN 978-2-87426-122-0)
- Tome 5 Brann, 384 pages (2011)  (ISBN 978-2-87426-137-4)
- Tome 6 Styx, 368 pages (2012)	 (ISBN 978-2-87426-165-7)
- Tome 7 Dilmun, 368 pages (2014)  (ISBN 978-2-87426-210-4)
- Tome 8 Ancyre, 408 pages (2016)  (ISBN 978-2-87426-285-2)